# 平和構築
平和構築（へいわこうちく、英語: peacebuilding）は、国連広報センターによると「身の安全と安全保障、司法、公共行政を強化し、対話と和解を支援し、基本サービスを提供し、経済の再活性化を図ること」である。
政治、経済、法、治安、人道など多くの部門に関わる。

## 実例

### 国連
平和構築はアフガニスタン、ボスニア・ヘルツェゴビナ、カンボジア、エルサルバドル、グアテマラ、イラク、リベリア、リビア、モザンビーク、シエラレオネにおける国連活動で大きな役割を果たした。
国家間の平和構築に関する例としては、国連エチオピア・エリトリア・ミッション（UNMEE）を上げることができる。